# Stenentoma
Stenentoma är ett släkte av fjärilar. Stenentoma ingår i familjen vecklare.
Kladogram enligt Catalogue of Life:
| Stenentoma | \| \| Stenentoma chrysolampra \| \| \| \| \| \| Stenentoma onychosema \| \| \| \| |
|            | \| \| Stenentoma chrysolampra \| \| \| \| \| \| Stenentoma onychosema \| \| \| \| |
|            | Stenentoma chrysolampra                                                           |
|            |                                                                                   |
|            | Stenentoma onychosema                                                             |
|            |                                                                                   |